# Duża Kowodrza
Duża Kowodrza (273 m) – dwuwierzchołkowe wzgórze w Tyńcu w Krakowie. Pod względem administracyjnym należy do Dzielnicy VIII Dębniki. Pod względem geograficznym  należy do Wzgórz Tynieckich na Pomoście Krakowskim w obrębie makroregionu Bramy Krakowskiej. Wzgórza te włączone zostały w obszar Bielańsko-Tynieckiego Parku Krajobrazowego. Niższy (261 m), zachodni wierzchołek w niektórych źródłach jest opisywany jako wzgórze Kowadza. Jest na nim użytek ekologiczny o nazwie Uroczysko Kowadza. 
Duża Kowodrza wznosi się nad ulicami Skołczanka i Obrony Tyńca. Jest porośnięta lasem, w środku którego znajdują się polany. Pokryte są cienką glebą porośniętą murawami kserotermicznymi. Miejscami sterczą skałki wapienne, nagie lub porośnięte mchami i porostami. Jest miejscem rekreacji, spacerów i uprawiania sportów. Wszystkimi jej zboczami prowadzą ścieżki i poprowadzono przez wzgórze znakowany szlak turystyczny. Znajduje się na obszarze rezerwatu przyrody Skołczanka. 
W południowej części wzgórza znajdują się dwie zbiorowe mogiły, w których spoczywa około 500 Żydów z okolic Krakowa – ofiar niemieckiego ludobójstwa zamordowanych w lecie 1942 roku. Na skalistym zboczu powyżej znajduje się katolickie centrum kultu religijnego; zamontowany na skalnej ścianie obraz Matki Boskiej, ołtarz polowy i ławki dla wiernych.

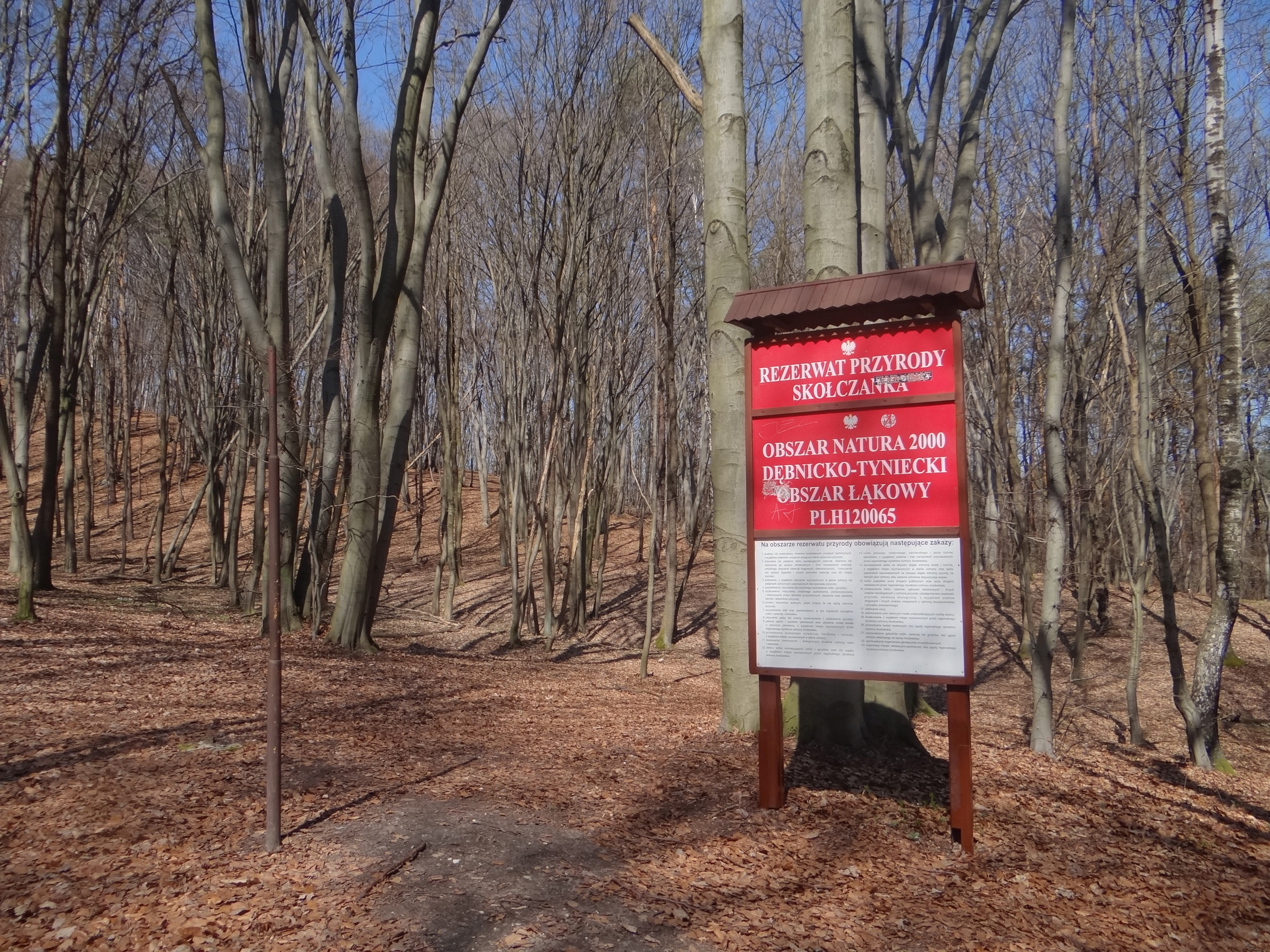
Zbocze Dużej Kowodrzy
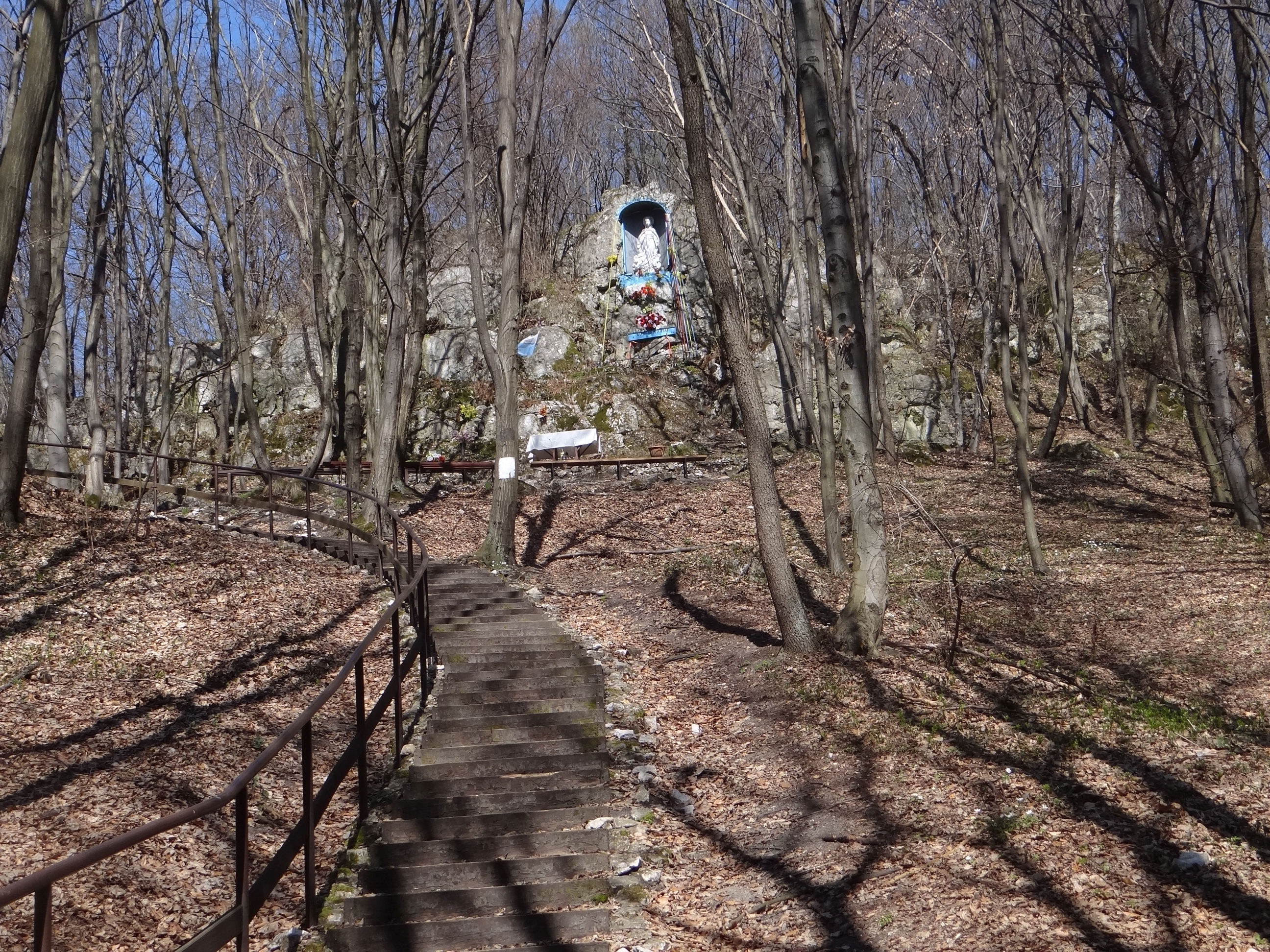
Ołtarz polowy
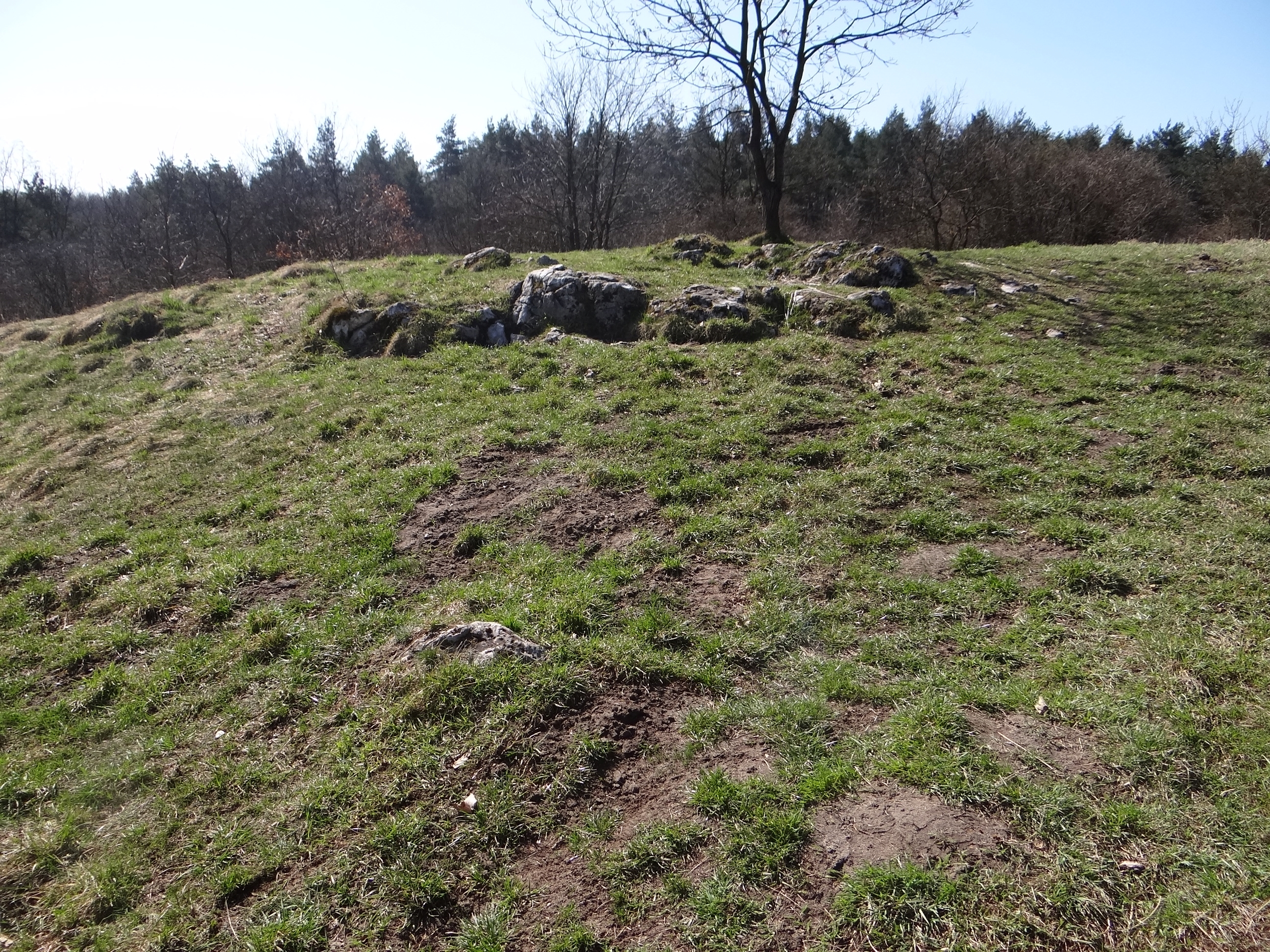
Polana na szczycie

## Szlaki turystyczne
zielona pętla z opactwa benedyktynów w Tyńcu przez Wielkanoc, Kowadzę, Dużą Kowodrzę, rezerwat Skołczankę, Ostrą Górę, Grodzisko i dalej brzegiem Wisły, aż do opactwa benedyktynów. Długość około 8 km